# Országok listája ércek bányászata alapján
Országok rangsorolt listája a fontosabb ércek bányászata alapján:

## Fontos érces kőzetek

### Cink
style="text-align:right;"

| No. | ország       | kitermelés | tartalék |
| --- | ------------ | ---------- | -------- |
| 1.  | Kína         | 5100       | 41.000   |
| 2.  | Peru         | 1400       | 28.000   |
| 3.  | Ausztrália   | 1000       | 64.000   |
| 4.  | USA          | 730        | 9.700    |
| 5.  | Mexikó       | 680        | 20.000   |
| 6.  | Kazahsztán   | 360        | 13.000   |
| 7.  | Kanada       | 340        | 5.400    |
| 8.  | Svédország   | 260        | 3.800    |
|     | más országok | 1.890      | 33.000   |
|     | világ        | 13.200     | 230.000  |

### Mangánérc
Mangánérc bányászat 2015-ben a Geological Survey Archiválva 2017. május 13-i dátummal a Wayback Machine-ben alapján
| No. | ország/régió            | mangánérc (tonna) |
| --- | ----------------------- | ----------------- |
|     | világ                   | 18,000,000        |
| 1   | Dél-afrikai Köztársaság | 6,200,000         |
| 2   | Kína                    | 3,000,000         |
| 3   | Ausztrália              | 2,900,000         |
| 4   | Gabon                   | 1,800,000         |
| 5   | Brazília                | 1,000,000         |
| 6   | India                   | 950,000           |
| 7   | Malajzia                | 400,000           |
| 8   | Ukrajna                 | 390,000           |
| 9   | Kazahsztán              | 390,000           |
| 10  | Ghána                   | 390,000           |
| 11  | Mexikó                  | 240,000           |
| 12  | Mianmar                 | 100,000           |
|     | más országok            | 740,000           |

### Rézérc

Rézérc kitermelés 2012-ben

| Rank | ország/régió                    | termelés (ezer tonna) (2017) |
| ---- | ------------------------------- | ---------------------------- |
|      | világ                           | 19,700                       |
| 1    | Chile                           | 5,330                        |
| 2    | Peru                            | 2,390                        |
| 3    | Kína                            | 1,860                        |
| 4    | Egyesült Államok                | 1,270                        |
| 5    | Ausztrália                      | 920                          |
| 6    | Kongói Demokratikus Köztársaság | 850                          |
| 7    | Zambia                          | 755                          |
| 8    | Mexikó                          | 755                          |
| 9    | Oroszország                     | 650                          |
| 10   | Kanada                          | 620                          |

### Uránérc
| No. | ország                  | kitermelés (tonna) (2017) | a világtermelés százaléka (2017) |
| --- | ----------------------- | ------------------------- | -------------------------------- |
| –   | világ                   | 59,462                    | 100                              |
| 1   | Kazahsztán              | 23,321                    | 39.2                             |
| 2   | Kanada                  | 13,116                    | 22.1                             |
| 3   | Ausztrália              | 5,882                     | 9.9                              |
| 4   | Namíbia                 | 4,224                     | 7.1                              |
| 5   | Niger                   | 3,449                     | 5.8                              |
| 6   | Oroszország             | 2,917                     | 4.9                              |
| 7   | Üzbegisztán             | 2,404                     | 4.0                              |
| 8   | Kína                    | 1,885                     | 3.2                              |
| 9   | Egyesült Államok        | 940                       | 1.6                              |
| 10  | Ukrajna                 | 550                       | 0.9                              |
| 11  | India                   | 421                       | 0.7                              |
| 12  | Dél-afrikai Köztársaság | 308                       | 0.5                              |

### Vasérc

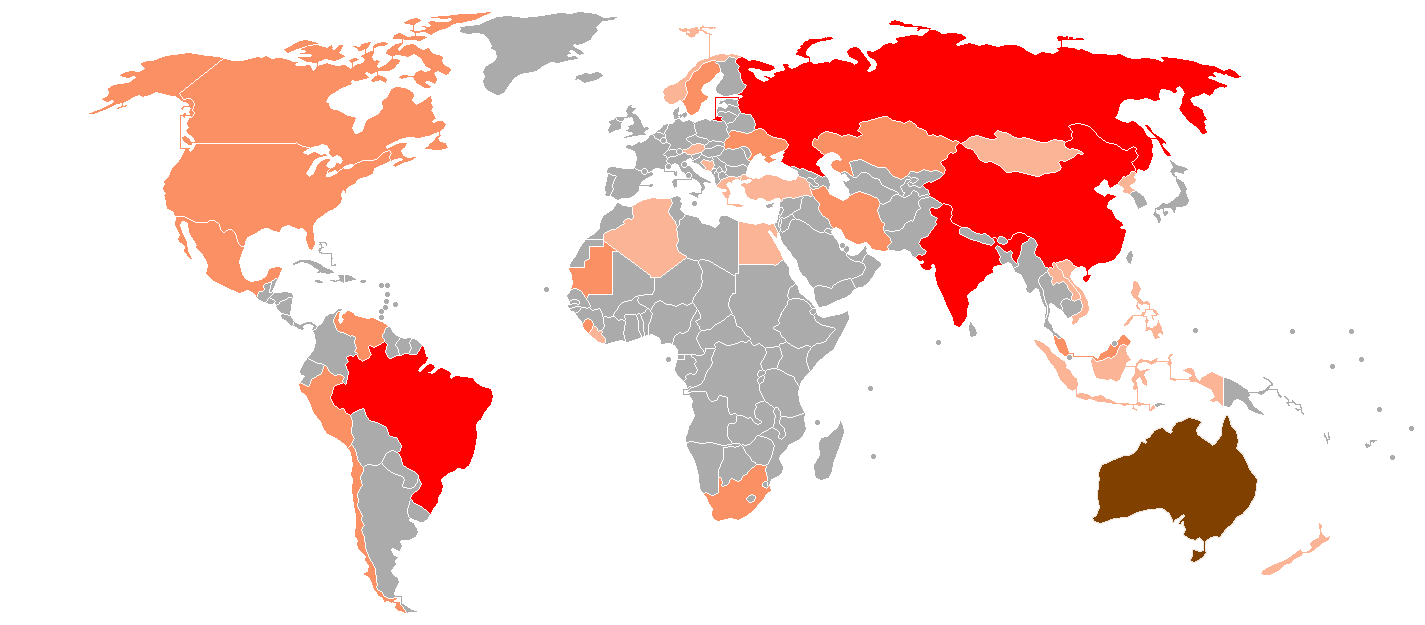
Vasérc termelés országonként 2013 / 2015-ben
(ezer tonna):
500,000+
100,000–500,000
10,000–99,999
1,000–9,999
0–999

Vasércbányászat az amerikai Geological Survey adatai alapján.
| No. | ország                  | felhasználható vasérctermelés (ezer tonna) | év   |
| --- | ----------------------- | ------------------------------------------ | ---- |
|     | világ                   | 2,280,000                                  | 2015 |
| 1   | Kína                    | 1,500,000 (becslés)                        | 2019 |
| 2   | Ausztrália              | 660,000                                    | 2019 |
| 3   | Brazília                | 320,000 (becslés)                          | 2019 |
| 4   | India                   | 153,000                                    | 2019 |
| 5   | Oroszország             | 101,000                                    | 2015 |
| 6   | Dél-afrikai Köztársaság | 73,000                                     | 2015 |
| 7   | Ukrajna                 | 67,000                                     | 2015 |
| 8   | Egyesült Államok        | 46,000                                     | 2015 |
| 9   | Kanada                  | 46,000                                     | 2015 |
| 10  | Irán                    | 27,000                                     | 2015 |
| 11  | Svédország              | 25,000                                     | 2015 |
| 12  | Kazahsztán              | 21,000                                     | 2015 |
| 13  | Mexikó                  | 18,840                                     | 2013 |
| 14  | Chile                   | 17,109                                     | 2013 |
| 15  | Venezuela               | 16,800                                     | 2013 |
| 16  | Mauritánia              | 13,400                                     | 2013 |
| 17  | Sierra Leone            | 11,895                                     | 2013 |
| 18  | Malajzia                | 11,588                                     | 2013 |
| 19  | Peru                    | 10,126                                     | 2013 |
| 20  | Törökország             | 8,589                                      | 2013 |
| 21  | Mongólia                | 6,736                                      | 2013 |
| 22  | Libéria                 | 5,103                                      | 2013 |
| 23  | Vietnam                 | 4,708                                      | 2013 |
| 24  | Indonézia               | 4,000                                      | 2013 |
| 25  | Norvégia                | 3,409                                      | 2013 |

## Nemesfémek

### Arany

Aranykitermelés országonként (2012, kg)

A világ arany kitermelése és becsült tartaléka 2017-ben:

| No. | ország                  | kitermelés (2017) (tonna) | tartalék (tonna) |
| --- | ----------------------- | ------------------------- | ---------------- |
| 1   | Kína                    | 440                       | 2,000            |
| 2   | Ausztrália              | 300                       | 9,800            |
| 3   | Oroszország             | 255                       | 5,500            |
| 4   | Egyesült Államok        | 245                       | 3,000            |
| 5   | Kanada                  | 180                       | 2,200            |
| 6   | Peru                    | 155                       | 2,300            |
| 7   | Dél-afrikai Köztársaság | 145                       | 6,000            |
| 8   | Mexikó                  | 110                       | 1,400            |
| 9   | Üzbegisztán             | 100                       | 1,800            |
| 10  | Brazília                | 85                        | 2,400            |
| 11  | Indonézia               | 80                        | 2,500            |
| 11  | Ghána                   | 80                        | 1,000            |
| 13  | Pápua Új-Guinea         | 60                        | 1,300            |
|     | egyéb országok          | 845                       | 12,000           |
|     | világ                   | 3150                      | 54,000           |

### Ezüst
Országok listája ezüst kitermelés alapján 2017-ben 
| No. | ország/régió     | ezüst (tonna) |
| --- | ---------------- | ------------- |
| —   | világ            | 38,223        |
| 1   | Mexikó           | 5,600         |
| 2   | Peru             | 4,500         |
| 3   | Kína             | 2,500         |
| 4   | Oroszország      | 1,600         |
| 5   | Lengyelország    | 1,400         |
| 6   | Chile            | 1,200         |
| 7   | Bolívia          | 1,228         |
| 8   | Ausztrália       | 1,200         |
| 9   | Egyesült Államok | 1,020         |

### Platina
A világ országainak platinakitermelése az amerikai Geological Survey alapján.
| No. | ország/régió            | platina kitermelés (2014) (kg) |
| --- | ----------------------- | ------------------------------ |
|     | világ                   | 161,000                        |
| 1   | Dél-afrikai Köztársaság | 110,000                        |
| 2   | Oroszország             | 25,000                         |
| 3   | Zimbabwe                | 11,000                         |
| 4   | Kanada                  | 7,200                          |
| 5   | Egyesült Államok        | 3,650                          |
|     | más országok            | 3,800                          |

## Egyéb ércek

### Bauxit

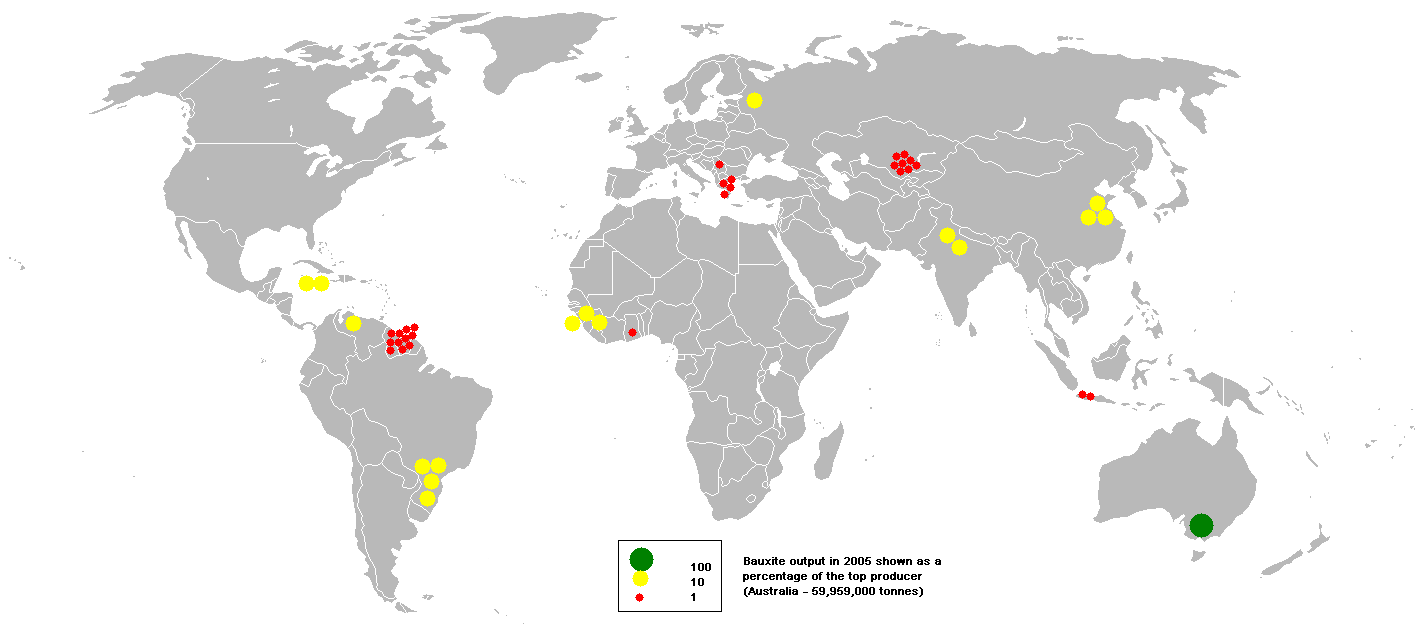
A bauxit fő lelőhelyei (2005)

Bauxit kitermelés 2017-ben:

| No. | ország         | bauxit (ezer tonna) |
| --- | -------------- | ------------------- |
| 1   | Ausztrália     | 83000               |
| 2   | Kína           | 68000               |
| 3   | Guinea         | 45000               |
| 4   | Brazília       | 36000               |
| 5   | India          | 19000               |
| 6   | Jamaica        | 9800                |
| 7   | Kazahsztán     | 5500                |
| 8   | Oroszország    | 5300                |
| 9   | Suriname       | 2700                |
| 10  | Venezuela      | 2200                |
| 11  | Görögország    | 2100                |
| 12  | Guyana         | 1800                |
| 13  | Vietnam        | 1000                |
| 14  | Indonézia      | 500                 |
|     | egyéb országok | 4762                |

### Ólom
Ólomkitermelés 2016-ban 

| ország                  | ólom (ezer tonna) |
| ----------------------- | ----------------- |
| Kína                    | 2,400             |
| Ausztrália              | 500               |
| Egyesült Államok        | 335               |
| Peru                    | 310               |
| Mexikó                  | 250               |
| Oroszország             | 225               |
| India                   | 135               |
| Bolívia                 | 80                |
| Svédország              | 76                |
| Törökország             | 75                |
| Irán                    | 41                |
| Kazahsztán              | 41                |
| Lengyelország           | 40                |
| Dél-afrikai Köztársaság | 40                |
| Észak-Korea             | 35                |
| Írország                | 33                |
| Macedónia               | 33                |
| más országok            | 170               |

### Egyéb fémércek
Egyéb fémes ásványok kitermelésében a vezető államokː

| Név és forrás | Fő kitermelő (2013-2017-es adatok) | 2. fő kitermelő         |
| ------------- | ---------------------------------- | ----------------------- |
| Bizmut        | Kína                               | Mexikó                  |
| Lítium        | Ausztrália                         | Chile                   |
| Higany        | Kína                               | Mexikó                  |
| Csillám       | Kína                               | Oroszország             |
| Nikkel        | Fülöp-szigetek                     | Oroszország             |
| Nióbium       | Brazília                           | Kanada                  |
| Palládium     | Oroszország                        | Dél-afrikai Köztársaság |
| Ón            | Kína                               | Indonézia               |
| Titán         | Ausztrália                         | Dél-afrikai Köztársaság |